# Большое Окунёво
Большое Окунёво — деревня в Мишкинском районе Курганской области России. Входит в Гладышевский сельсовет.

## География
Расположено на правом берегу реки Миасс, на расстоянии примерно 23 километров (по прямой) к северо-западу от посёлка городского типа Мишкино, административного центра района.

## История
До 1917 года входила в состав Иванковской волости Челябинского уезда Оренбургской губернии. По данным на 1926 год состояла из 215 хозяйств. В административном отношении входила в состав Иванковского сельсовета Мишкинского района Челябинского округа Уральской области.

## Население
| 1989 | 2002 | 2010 |
| ---- | ---- | ---- |
| 143  | ↘132 | ↘70  |

По данным переписи 1926 года в деревне проживало 983 человека (456 мужчин и 527 женщин), в том числе: русские составляли 98 % населения.